# Temporalismo
Per temporalismo è intesa la tendenza della Chiesa ad imporsi come principale ente politico su un popolo, senza limitarsi, dunque, al potere spirituale. Tale attitudine tipica dell'Alto Medioevo, rendeva il clero una vera entità temporale ed amministrativa, capace di riscuotere imposte, vendere indulgenze, scomunicare e processare gli oppositori della dottrina ecclesiastica. Il potere centrale apparteneva al papa e, spesso, discordava con il potere dell'imperatore (ad esempio, la lotta per le investiture).
Con la riforma protestante iniziò il declino del potere politico del clero, con la successiva perdita di terreni. Furono numerosi i tentativi di ripresa, in particolar modo quelli di papa Pio VII, sostenuto da Napoleone III di Francia, ma furono inutili. Il Risorgimento italiano pose fine interamente al temporalismo ecclesiastico, con la presa di Roma da parte del Regio Esercito Italiano.